# XL Cola
XL Cola era un refresco de cola producido en Suecia. 
XL Cola fue presentado por Falcon Brewery en 1985, incluido el eslogan "Extra Large Taste", como competidor para los clientes suecos de Coca-Cola a quienes no les gustó la Nueva Coca Cola. 
En 1996, Falcon Brewery fue adquirida por Carlsberg Group y en 2006 la marca registrada XL Cola también fue adquirida por Carlsberg Sweden. La marca también contiene una marca de imagen, las letras XL sobre franjas estrechas y la palabra Cola en letras más pequeñas. La marca no se fabrica en la actualidad (2015), probablemente porque Carlsberg posee la licencia sueca para Pepsi. 